# إيري ميدلتون شيفيلد نيف
إيري ميدلتون شيفيلد نيف (بالإنجليزية: Airey Neave)‏ (ولد في 23 يناير عام 1916 وتوفي في 30 آذار عام 1979). كان جنديًا بريطانيًا ومحاميًا وعضوًا في البرلمان.
كان أول سجين حرب بريطاني ينجح بالهرب من سجن  أأوفلاغ الرابع-سي  في  قلعة كولديتز  خلال الحرب العالمية الثانية، وعمل لاحقًا في الفرقة التاسعة من مديرية الاستخبارات العسكرية البريطانية. عمل بعد الحرب مع المحكمة العسكرية الدولية في محاكمات نورنبيرغ. أصبح لاحقًا عضوًا محافظًا في البرلمان عن دائرة أبينجدون.
اغتيل نيف عام 1979 في انفجار سيارة مفخخة في مجلس العموم البريطاني. أعلن جيش التحرير الوطني الأيرلندي مسؤوليته عن ذلك.

## النشأة
كان نيف ابن شيفيلد إيري نيف (1879 – 1961)، عالم حشرات عاش في إينغاتاستون، إسيكس، وزوجته دوروثي (توفيت عام 1943)، ابنة آرثر تومسون ميدلتون. كان والده حفيد شيفيلد نيف، الابن الثالث للسير توماس نيف، البارونيت الثاني.
برزت العائلة كتجار في جزر الهند الغربية خلال القرن الثامن عشر، وقد ترعرع نيف في ظل طبقة البارونتاج خلال حياة ريتشارد نيف، حاكم مصرف إنكلترا. قضى نيف سنواته الأولى في نايتسبريدج في لندن، قبل أن ينتقل إلى بيكينسفيلد. التحق نيف بمدرسة سانت رونان، وورثينج، ومن هناك، في عام 1929، التحق بكلية إتون. استمر في قراءة فقه القضاء في كلية ميرتون، أكسفورد.
أثناء وجوده في إتون، ألف نيف مقالًا حاز على جائزة في عام 1933، درس العواقب المحتملة لصعود أدولف هتلر إلى السلطة العليا في ألمانيا، توقع نيف آنذاك اندلاع حرب أخرى واسعة النطاق في أوروبا في المستقبل القريب. كان نيف في وقت سابق في زيارة بألمانيا، وشهد الأساليب الألمانية النازية في إمساك القبضة السياسية والعسكرية. في إتون، خدم نيف في مدرسة هيئة الطلاب برتبة جندي أول، وحصل على تفويض إقليمي برتبة ملازم ثانٍ في صف مشاة أوكسفوردشاير وباكنغهامشير في 11 ديسمبر عام 1935.
عندما التحق نيف بجامعة أوكسفورد، ابتاع وقرأ جميع الأعمال المكتوبة للكاتب كارل فون كلاوسفيتز. عندما سئل نيف عن السبب، أجاب: «بما أن الحرب آتية، فمن الحكيم أن نتعلم قدر الإمكان عن فن قتالها». خلال عام 1938، حصل نيف على شهادة من الدرجة الثالثة. باعتراف خاص له، بينما كان في جامعة أوكسفورد، لم يبذل نيف الحد الأدنى من العمل الأكاديمي الذي كان معلموه يطلبونه.

## الحرب العالمية الثانية
مرر نيف تفويضه الإقليمي إلى سلاح المهندسين الملكي في الثاني من مايو عام 1938، وعُبّئ بعد اندلاع الحرب. في 23 مايو عام 1940، أرسله الألمان إلى فرنسا في شباط فبراير عام 1940 مع كتيبة «فيرست سيرش لايت» التابعة للمدفعية الملكية، تعرّض لجروحٍ واعتقله الألمان في كالية في 23 مايو عام 1940. سُجن في أوفلاغ التاسع إيه/إتش بالقرب من سبانغنبرغ، ثم انتقل في فبراير عام 1941 إلى ستالاغ عشرون-إيه بالقرب من ثورن في بولندا الغربية التي احتلتها ألمانيا. في تلك الأثناء، نُقل تفويض نيف إلى سلاح المدفعية الملكية في الأول من أغسطس عام 1940.
في أبريل عام 1941، هرب نيف ثورن مع نورمان فوربس. قبض عليهما بالقرب من إيلو أثناء محاولتهما دخول بولندا التي يسيطر عليها الاتحاد السوفيتي وظلّا لفترة وجيزة في قبضة الفيستابو (البوليس السري الألماني). في شهر مايو، أُرسل كلاهما إلى سجن أوفلاغ الرباع-سي (غالبًا ما يشار إليه باسم قلعة كولديتز بسبب موقعه).
حاول نيف الهرب لأول مرة من كولديتز متنكرًا بزي ضابط صف ألماني في 28 أغسطس عام 1941. لم ينجح بالهروب من القلعة لأن الزي الألماني الذي ارتداه (مصنوع من سترة جيش بولندية ومطبوع عليه بطلاء مزخرف) بان بوضوح تحت أضواء السجن الكاشفة. قام مع الضابط الهولندي أنتوني لوتين بمحاولة ثانية في الخامس من يناير عام 1942، متنكرًا مرة أخرى.
ساعدته الأزياء المحسنة وطريق الهروب (تمكنا من الخروج بسرعة من قاعة عرض من خلال بابٍ خفي تحت المسرح) في الخروج من السجن، وسافرا سيرًا على الأقدام وفي القطار إلى لايبزيغ وأولم اتجهوا أخيرًا إلى الحدود مع سويسرا بالقرب من سينغن. عاد نيف إلى إنكلترا في أبريل عام 1942 عن طريق فرنسا وإسبانيا وجبل طارق. كان نيف أول ضابط بريطاني فر من قلعة كولديتز. في 12 مايو عام 1942، بعد فترة قصيرة من عودته إلى إنكلترا، قُلد بوسام الصليب العسكري. ترقى في وقت لاحق إلى رتبة نقيب فنيي حرب، وإلى رتبة نقيب دائم في 11 أبريل عام 1944. حصل على رتبة الإمبراطورية البريطانية عند نهاية الحرب في 30 أغسطس عام 1945، وحصل على وسام الخدمة المتميزة في 18 أكتوبر. نتيجة لذلك، ألغي تعيينه السابق برتبة الإمبراطورية البريطانية في  أكتوبر عام 1945.
بعد هروبه من قبضة الألمان، عُين نيف بعمل استخبارات في الفرقة التاسعة من مديرية الاستخبارات العسكرية البريطانية، داعمًا منظمات الهروب السرية، مثل «بات أوليري» و«كوميت لاين» في أوروبا المحتلة، بالمعدات والعملاء والمال؛ مساعدًا طياري الحلفاء وغيرهم من العسكريين الذين وقعوا في قبضة الألمان في الهروب والإخلاء. في أوروبا الغربية، أنقذت منظمات الهروب نحو 500 جندي عسكري أمريكي وبريطاني، وأعيدوا إلى المملكة المتحدة، في أكثر الأحيان عبر إسبانيا المحايدة قبل عملية عملية إنزال النورماندي. بعد يوم العملية في عملية ماراثون، رحل نيف إلى كل من فرنسا وبلجيكا، وبمساعدة كوميت لاين والمقاومة، ساهم في إنقاذ 300 طيار حربي من الحلفاء الذين لجؤوا إلى مخيمات الغابات بعد إسقاط طائراتهم. خلال خدمته في الفرقة التاسعة من مديرية الاستخبارات العسكرية البريطانية، كان الرئيس المباشر لمايكل بينتين.
عمل نيف في المحكمة العسكرية الدولية في محاكمات نورنبيرغ، محققًا مع عائلة كروب. بوصفه بطل حرب معروفًا -فضلًا عن كونه محاميًا كفئًا يتحدث الألمانية بطلاقة- كُرّم بدور قراءة لوائح الاتهام للقادة النازيين في المحكمة. كتب عدة كتب عن تجاربه في الحرب والمحاكمات.
كان في العام 1947 مقدمًا مؤقتًا في الجيش، حصل على رتبة الإمبراطورية البريطانية في تكريمات عيد الميلاد. منحته حكومة الولايات المتحدة ميدالية النجمة البرونزية في 23 يوليو عام 1948، وترقى إلى رتبة مقدم في الأول من نيسان عام 1950، في ذات الوقت، أُعلن خبر ترقيته إلى رائد مكلف، بأثر رجعي اعتبارًا من 16 أبريل عام 1948. دخل الخدمة الاحتياطية في 21 سبتمبر عام 1951.

## وفاته
أصيب إيري نيف بجروح خطيرة في 30 مارس عام 1979 عندما انفجرت سيارة مفخخة مغناطيسية مزودة بمفتاح إمالة تحت سيارته من طراز فوكسول كافالييه في التوقيت 14:58 بينما كان مغادرًا موقف السيارات في قصر وستمنستر. فقد كلتا ساقيه في الانفجار وتوفي متأثرًا بجراحه في مستشفى وستمنستر بعد ساعة من إنقاذه من سيارته المحطمة. مات عن عمر يناهز 63 عامًا.